# 옐리자베타 보야르스카야
옐리자베타 미하일로브나 보야르스카야(러시아어: Елизаве́та Миха́йловна Боя́рская, 1985년 12월 20일 ~ )는 러시아의 배우이다. 소련의 인민배우였던 미하일 보야르스키의 딸이기도 하다.

## 출연 작품
- 안나카레니나:브론스키 백작의 사랑 (2017)
- 컨트리뷰션 (2016)
- 시베리아의 도망자 (2014)
- 해피 뉴 이어, 엄마! (2012)
- 다섯 명의 신부들 (2011)
- 제독의 연인 (2008)
- 운명의 아이러니 2 (2007)
- 다운폴 (2004)